# Thespidium basiflorum
Thespidium basiflorum là một loài thực vật có hoa trong họ Cúc. Loài này được (F.Muell.) F.Muell. miêu tả khoa học đầu tiên.